# هیرویا نوداکه
هیرویا نوداکه (انگلیسی: Hiroya Nodake؛ زادهٔ ۳ دسامبر ۲۰۰۰) بازیکن فوتبال اهل ژاپن است.